# Bertrand Malmendier
Bertrand Malmendier (* 15. Januar 1968 in West-Berlin) ist ein deutsch-französischer Rechtsanwalt, der von Berlin und Sofia aus Mandanten berät, hauptsächlich aus den Bereichen Wirtschaft und Politik. Malmendier gilt als politisch stark vernetzter, international agierender Rechtsanwalt.

## Leben

### Herkunft
Malmendier ist der Sohn des Niederländers Hans-Joachim Malmendier, der aus der deutschsprachigen Provinz Limburg stammt, und der Französin Andrée Malmendier geborene Richard. Während des Kalten Kriegs waren seine Eltern bei der Französischen Schutzmacht im Westteil Berlins tätig. Medienberichten zufolge soll sein Vater ein hochrangiger Militär gewesen sein, der beruflich mit der Sowjetischen Besatzungsmacht zu tun hatte.

### Ausbildung
Malmendier besuchte eine englische Grundschule und anschließend das Französische Gymnasium in Berlin. Danach studierte er Medizin, Philosophie und Jura in Lyon, Genf und Berlin. Beide juristischen Staatsexamen schloss er 1994 und 1997 unter den Jahrgangsbesten ab. Nach dem Studium arbeitete er als Assistent am Lehrstuhl für Staatslehre, Staats- und Verwaltungsrecht an der Freien Universität. 2000 wurde er mit einer verfassungsgeschichtlichen Arbeit zur Geschichte des Öffentlichen Rechts promoviert, die die Freiheit im Rechtssinne und ihren Schutz gegen staatliche Übergriffe zum Thema hatte. Die Promotion wurde von der Studienstiftung des deutschen Volkes gefördert und die Arbeit 2003 veröffentlicht. Erstgutachter war der Rechtshistoriker Uwe Wesel.

### Berufliche Tätigkeit
Nach vierjähriger Tätigkeit als Rechtsanwalt machte sich Malmendier 2002 selbständig und gründete seine eigene Kanzlei am Kurfürstendamm in Berlin. Bis heute liegen seine Schwerpunkte im internationalen Wirtschaftsrecht, in der Immobilienwirtschaft, im Bau- und Infrastruktursektor, in der Energiewirtschaft, im Technologietransfer und in der politiknahen Beratung. Seine Kanzlei machte sich einen Namen bei zahlreichen Projekten und Transaktionen, so zum Beispiel bei der Neugestaltung des Leipziger Platzes in Berlin nach der Wiedervereinigung, bei der Umwandlung der Studios Babelsberg in eine AG, beim Kauf der deutschen Werke der Klausner-Gruppe durch den russischen Oligarchen Boris Zingarevich, bei der Restrukturierung der börsennotierten Pearl Gold AG und beim Bau der VTB-Arena in Moskau. Der Focus schrieb 2022 auf Basis einer im Dunstkreis Malmendiers arbeitenden Person, dass keine größere russische Transaktion in Deutschland an Malmendier vorbeigegangen sein solle.
Malmendier vertrat zahlreiche politisch exponierte Fälle. So begleitete er die Räumung der linksautonomen „Köpi“ in Berlin, ein von 1990 bis 2021 besetztes Haus in der Köpenicker Straße 137 im Berlin-Mitte, das als autonomes Wohnprojekt, Kulturzentrum und Wagenburg genutzt wurde.
Nach Ausbruch des Ukrainekrieges fiel Malmendier dadurch auf, dass er sich für den in der Ukraine inhaftierten Wiktor Medwedtschuk, einem prominenten ukrainischen, prorussischen Oppositionspolitiker, einsetzte und dafür bis vor den Europäischen Gerichtshof für Menschenrechte ging; seine Vertretung hatte er schon vor Ausbruch des Krieges übernommen. Es gelang Malmendier im September 2022 – unter Vermittlung Albaniens, Saudi-Arabiens und der Türkei –, die Freilassung Medwedtschuks im Austausch für zahlreiche Angehörige des Asow-Bataillons zu erwirken.
Im gleichen Jahr übernahm Malmendier die Vertretung des russischen Mineralöl-Unternehmens Rosneft und setzte sich für die Aufhebung von Sanktionsmaßnahmen gegen deren deutsche Raffinerien PCK in Schwedt/Oder, Bayernoil in Vohburg an der Donau und MiRO in Karlsruhe ein – unter anderem mit dem Argument, dass der staatliche russische Einfluss auf das Unternehmen nur gering sei –, unterlag allerdings vor dem Bundesverwaltungsgericht. Malmendier fochte das Urteil an. In einem Interview äußerte er die Ansicht, es sei gerade auch in Krisen- und Konfliktzeiten wichtig, die Verfassungs- und Rechtsordnung zu bewahren. Organe der Gesetzgebung und Rechtspflege hätten sicherzustellen, „dass rechtsstaatliche Prinzipien und Grundrechte immer und für jeden gelten. Es geht dabei nicht um Russland.“
Malmendier hatte beziehungsweise hat verschiedene Aufsichtsrats-, Beirats- und Vorsitzposten inne, z. B. bei der Studio Babelsberg AG, Godewind Immobilien AG und Corestate Capital Management S.A.
2022 zog Malmendier nach Bulgarien, gründete dort eine Beratungsgesellschaft für globale und grenzüberschreitende rechtliche, politische und strategische Themen, blieb bei seiner Anwaltssozietät Malmendier Legal aber als Namensgeber und Seniorpartner tätig.

### Privates
Malmendier hat eine Tochter und einen Sohn und ist aktiver Bergsteiger, Skifahrer und Skitourengänger. Ende 2019 überlebte Malmendier in Sibirien am Baikalsee nur knapp eine schwere Lawine gemeinsam mit Kurt Lauber aus Zermatt, dem „Wächter des Matterhorns“, die beide 600 Meter in die Tiefe riss.

### Weiteres
Seit 1997 ist Malmendier im Deutsch-Französischen Wirtschaftskreis und fungiert aktuell dort als Generalsekretär. Er ist zudem Mitglied im Deutsch-Russischen Forum und diversen weiteren Vereinigungen sowie ehrenamtlich in verschiedenen Sportvereinen engagiert.

## Politische Aktivitäten
Malmendier ist Mitglied der CDU.
Von 2006 an leitete Malmendier die Europa-Repräsentanz des Think Tanks „Zentrum für sozial-konservative Politik“, der zur russischen Regierungspartei Einiges Russland gehört und in Form einer politischen Stiftung vom Moskauer Hauptsitz aus über 20 Regionalbüros in der Russischen Föderation sowie Auslandsbüros in Berlin und Singapur steuert. Malmendier setzte sich für eine Verbesserung und einen Ausbau der Europäisch-Russischen Beziehungen ein und hob auf Wirtschafts- und Energiekonferenzen auf Einladung der Bundesregierung die Vorteile und die Versorgungssicherheit der Gaslieferungen aus Russland hervor. Seine russlandorientierten Aktivitäten und seine angeblich enge Verbindung zu Russlands Präsident Wladimir Putin brachte ihm dabei mehrfach Kritik ein.
Gemeinsam mit der Konrad-Adenauer-Stiftung rief er das deutsch-russische „Zukunftsforum Schloss Wackerbarth“ in Sachsen ins Leben, dessen Schirmherr der ehemalige Sächsische Ministerpräsident Stanislaw Tillich und später der Landtagspräsident Matthias Rößler war. Malmendier nahm in seiner Funktion als Europa-Repräsentant des Think Tanks auch an den Petersburger Dialogen teil.

## Veröffentlichungen (Auswahl)
- Die Treuhandverwaltung über die deutschen Rosneft-Gesellschaften. Eine Kurzrezension zur Entscheidung des Bundesverwaltungsgerichts vom 14.3.2023. In: UKuR – Ukraine-Krieg und Recht 4/2023, S. 151–154.
- Vertragsänderungen versus Vergaberecht. Möglichkeiten und Grenzen der Änderung von ausschreibungspflichtigen Verträgen bei Leistungsstörungen. In: VergabeR 1, 2014, S. 12–19.
- New Energy Efficiency Act. In: Journal of Energy & Natural Resources Law, Jahrgang 29, Heft 2, 2011, S. 177–208.
- Deutsch-russische Joint Ventures: Eine gelebte Modernisierungspartnerschaft. In: A. V. Zverev (Hrsg.): Die Wirtschafts- und Handelsbeziehungen zwischen Russland und Deutschland: Geschichte – Gegenwart – Perspektiven, Berlin 2011, S. 224–250.
- The Liability of International Development Banks in Procurement Proceedings: The Example of the International Bank for Reconstruction and Development (IRBD), the European Bank for Reconstruction and Development (EBRD) and the Inter-American Development Bank (IADB). In: Public Procurement Law Review, Issue 4, 2010, S. 135–154.
- Weiter russisches Gas für Europa? Bestandsaufnahme und Ausblick. In: Thomas Kunze, Wolfgang Meier (Hrsg.): EINUNDZWANZIG. Jahrhundertgefahren – Jahrhundertchancen, Verlag Finckenstein & Salmuth, Berlin 2010, S. 115–124, ISBN 978-3-934882-21-8.
- Nord Stream: Blick aus Europa. In: World Energy, Nr. 8 (56), 2008, S. 76–77.
- Unbundling Germany’s Energy Network. In: Journal of Energy and Natural Resources Law, Vol. 24, No. 3, August 2006, S. 362–383.
- Strukturierte Bieterverfahren der öffentlichen Hand. In: Neue Juristische Wochenschrift 2003, S. 780–786.
- Die Zwangsmittelfestsetzung in der Verwaltungsvollstreckung des Bundes und der Länder. In: Verwaltungsarchiv 94, 2003, S. 25–47.
- Vom wohlerworbenen Recht zur verrechtlichten Freiheit. Forderungen an das Öffentliche Recht der Gegenwart aus der geschichtlichen Entwicklung des Staatsabwehranspruchs. Duncker & Humblot Verlag, Schriften zum öffentlichen Recht Bd. 915, Humboldt-Universität zu Berlin 2003.
- gemeinsam mit Max Uebe: Handbuch des Energiewirtschaftsrechts. Bundesanzeiger-Verlag, Köln 2002.
- Die Baugenehmigung im Mehrpersonenverhältnis. In: Baurecht 2001, S. 565–572.
- Rechtliche Rahmenbedingungen der elektronischen Vergabe. In: VergabeR 2001, S. 178–190.
- Vergaberecht, quo vadis? In: Deutsches Verwaltungsblatt 2000, S. 963–969.
- Konfliktverteidigung – ein neues Prozeßhindernis? In: Neue Juristische Wochenschrift 1997, S. 227–236.